# Квинт Акуций Нерва
Квинт Аку́ций Не́рва (лат. Quintus Acutius Nerva; умер после 101 года) — древнеримский политический деятель из неименитого плебейского рода Акуциев, консул-суффект 100 года.

## Биография

### Происхождение
По рождению Нерва происходил из знатного плебейского рода Силиев либо Кокцеев, а по усыновлению — из неименитого, но старинного плебейского рода, представители которого фигурируют в сохранившихся источниках, начиная с 401 года до н. э. Однако после Акуции исчезают из анналов истории на три с половиной века: осенью 54 года до н. э. некто Квинт Акуций Руф, «молодой и образованный человек», тщетно пытался привлечь к суду претендовавшего на консулат Гая Меммия, претора 58 года и креатуру Гая Юлия Цезаря (возможно, именно он упомянут диктатором как присутствовавший в числе прочих на военном совете у Гнея Помпея в Эпире). Кроме того, в одном греческом постановлении, датируемым 25 годом до н. э., упоминается сенатор Квинт Акуций, сын Квинта (Q. Acutius Q.f.).
В неустановленном году и по неизвестным причинам Нерва был усыновлён неким Квинтом Акуцием, который, впрочем, в источниках не фигурирует.

### Гражданско-политическая карьера
Благодаря одному письму Плиния Младшего известно, что в 100 году Нерва был консулом-суффектом, разделив полномочия с Луцием Фабием Туском. В 101/102 году он, по всей видимости, занимал должность легата-пропретора провинции Нижняя Германия, что следует из нескольких обнаруженных надписей.